# 대한민국 민법 제592조
대한민국 민법 제592조는 환매등기에 대한 민법 채권법 조문이다.

## 조문
제592조(환매등기) 매매의 목적물이 부동산인 경우에 매매등기와 동시에 환매권의 보류를 등기한 때에는 제삼자에 대하여 그 효력이 있다.

第592條(還買登記) 賣買의 目的物이 不動産인 境遇에 賣買登記와 同時에 還買權의 保留를 登記한 때에는 第三者에 對하여 그 效力이 있다.

## 참고 문헌
- 오현수, 일본민법, 진원사, 2014. ISBN 978-89-6346-345-2
- 오세경, 대법전, 법전출판사, 2014 ISBN 978-89-262-1027-7
- 이준현, LOGOS 민법 조문판례집, 미래가치, 2015. ISBN 979-1-155-02086-9